# Карпович, Николай Михайлович
Николай Михайлович Карпович (5 апреля 1866 — 11 сентября 1917) — командир 83-го пехотного Самурского полка, полковник, герой Первой мировой войны.

## Биография
Православный. Из потомственных дворян. Уроженец Смоленской губернии.
Окончил Ярославскую военную прогимназию и Тифлисское пехотное юнкерское училище по 2-му разряду, откуда выпущен был подпрапорщиком. 15 мая 1887 года произведен подпоручиком в 83-й пехотный Самурский полк.
Произведен в поручики 7 июля 1891 года, в штабс-капитаны — 24 сентября 1900 года, в капитаны — 1 июля 1903 года. 26 февраля 1910 года произведен в подполковники на вакансию, с переводом в 79-й пехотный Куринский полк. 19 октября 1911 года переведен обратно в 83-й пехотный Самурский полк, где назначен командиром 1-го батальона.
В Первую мировую войну вступил в рядах самурцев. 2 января 1915 года произведен в полковники «за отличия в делах против неприятеля». Удостоен ордена Св. Георгия 4-й степени
За то, что в бою 14 мая 1915 года, при взятии г. Синявы, лично руководя действиями вверенного ему полка, под губительным огнем, при сильном сопротивлении противника прорвал расположение его, взял сильно укрепленную позицию с фортами у д.д. Вилево и Пиганы, чем способствовал решительному успеху наших войск.
27 июля 1915 года назначен командиром 83-го пехотного Самурского полка. 3 мая 1916 года отчислен от должности, за ранами, с назначением в резерв чинов при штабе Минского военного округа. 25 августа 1916 года назначен командиром 3-го Выборгского крепостного пехотного полка.
29 августа 1917 года, во время Корниловского выступления, убит взбунтовавшимися солдатами выборгского гарнизона.

## Награды
- Орден Святой Анны 3-й ст. (ВП 19.02.1906)
- Орден Святого Станислава 2-й ст. (ВП 27.02.1912)
- Орден Святого Владимира 4-й ст. с мечами и бантом (ВП 3.06.1915)
- Орден Святого Владимира 3-й ст. с мечами (ВП 10.09.1915)
- Орден Святой Анны 2-й ст. с мечами (ВП 24.05.1916)
- Орден Святого Георгия 4-й ст. (ВП 7.02.1917)